# 粟米魚塊

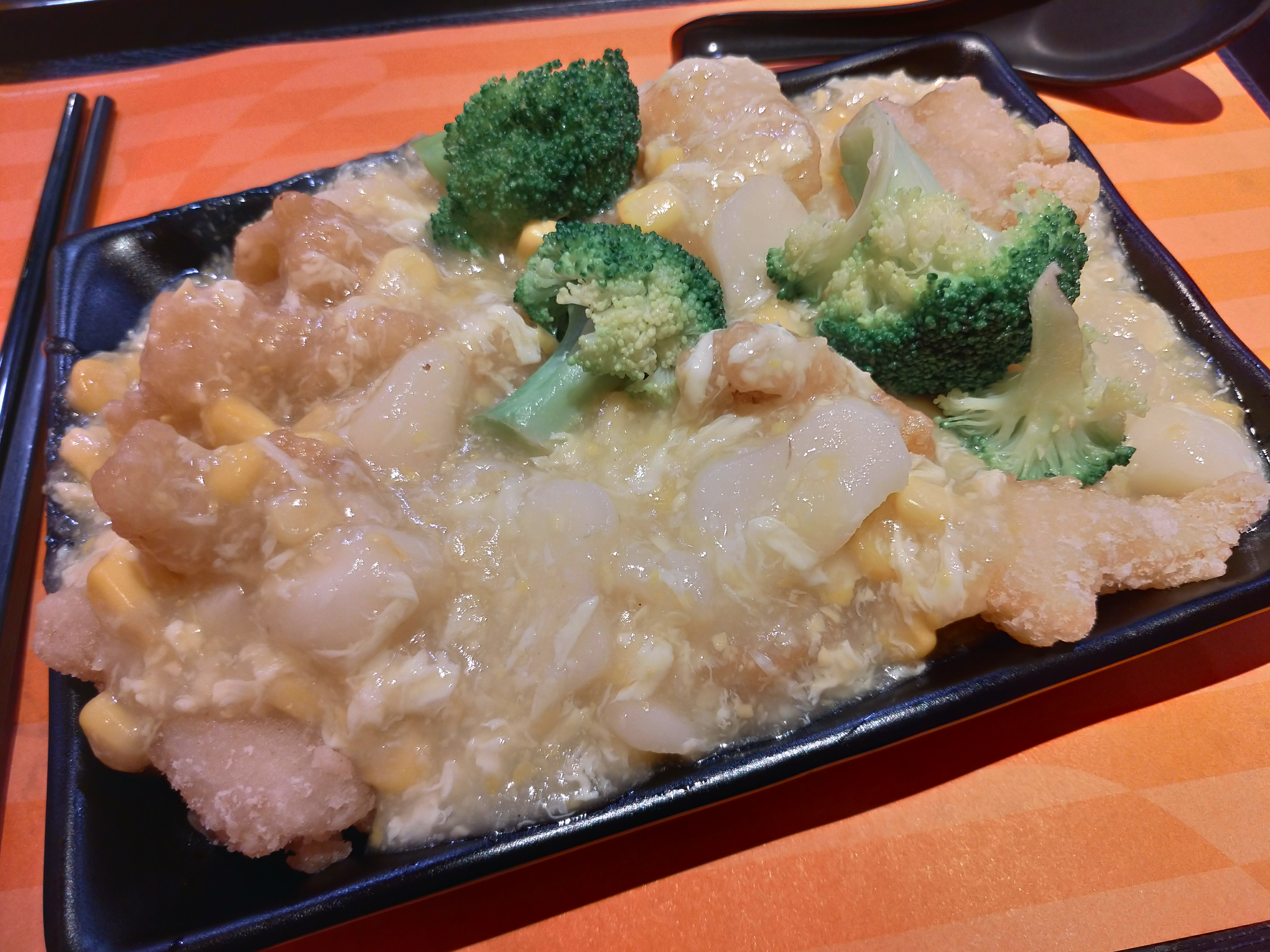
快餐店的栗米魚塊

粟米魚塊，又稱粟米斑塊、粟米石斑腩、粟米斑腩或粟米魚柳，是香港一道家常小菜，使用炸至香脆的魚塊（可以是石斑或以龍脷、鯰魚等較廉價的魚柳取代），佐以粟米、雞蛋、生粉煮成的芡汁。

## 概要
這道菜無論在香港的酒家、大牌檔及茶餐廳等，甚至北美港式西餐店均十分普遍。在茶餐廳則通常以碟頭飯的方式售賣（通常以龍脷、鯰魚等較廉價魚類取代），即是粟米斑塊飯或粟米斑腩飯；但在連鎖港式快餐店，如大家樂、大快活等，已改稱粟米魚塊飯或粟米魚腩飯，避免違反《商品說明條例》。

## 軼聞
2011年，時任香港財政司司長曾俊華被市民問起粟米斑塊飯的大概價錢（約港幣三十多元）時未能作答，被不少市民批評不知民間疾苦，激進政黨社民連行委黃浩銘在示威時企圖向政府官員投擲粟米斑塊飯飯盒洩憤。

## 另見
- 斑腩